# Андреја Врањеш
Андреја Врањеш (Ливно, 30. октобар 1963) српски је песник. Члан је Удружења књижевника Србије. Студирао је на Правном факултету Универзитета у Сарајеву. До пензионисања је радио као библиотекар. Познатији као српски песник и прозаик.

## Биографија
Андреја Врањеш је син културног и просветног радника Ђорђа Врањеша. Детињство и младост је провео у Зеници, где је завршио основну школу и гимназију, а након тога уписао се на Правни на факултет у Сарајеву. Као студент кратко се бавио радио новинарством на Радио Зеници 1988, пре избијања рата у БиХ досељава се у Сремску Митровицу. Године 1992. запослио се у Библиотеци Глигорије Возаровић, у којој је радио све до пензионисања.

## Стваралаштво
Поезијом је почео да се бави у гимназијским данима. До сада је објавио пет збирки поезије. Члан је Удружења књижевника Србије. Заступљен је у многим зборницима поезије и књижевним часописима. Живи и ствара у Сремској Митровици.
Теме којима се Врањеш бави у стваралаштву су романтична љубав, љубав према отаџбини, завичају и моралне вредности. Ако се погледа по географским одредницама, Врањеш истиче своју наклоност Срему и Босни.

## Награде
Добитник је награде Поезије СРБ (2023) за песму Кад прст не виде очи.

## Књижевна критика
- Ђидић Љубиша. (2023). У емотивним и рефлексивним токовима // Над другим гнездима : књижевне критике, есеји, записи. Београд : Српска краљевска академија.  978-86-80718-19-4
- Деспотовић Милијан. (2019). Чуло језика - књижевна критика // Чуло језика - збирка критика. Бијело Поље : Центар за дјелатности културе "Војислав Булатовић Струњо".  978-9940-574-14-7
- Недељковић Чедо. Поезија пригушене сете // Нека остане - критике и други текстови.[7]